# رودي هانسن (ممثلة)
رودي هانسن (بالدنماركية: Rudi Hansen)‏ هي ممثلة دنماركية، ولدت في 27 أكتوبر 1943.

## وصلات خارجية
- رودي هانسن على موقع IMDb (الإنجليزية)
- رودي هانسن على موقع ميوزك برينز (الإنجليزية)
- رودي هانسن على موقع قاعدة بيانات الأفلام السويدية (السويدية)
- رودي هانسن على موقع قاعدة بيانات الفيلم (الإنجليزية)
- رودي هانسن على موقع كينوبويسك (الروسية)